# Biblia gocka

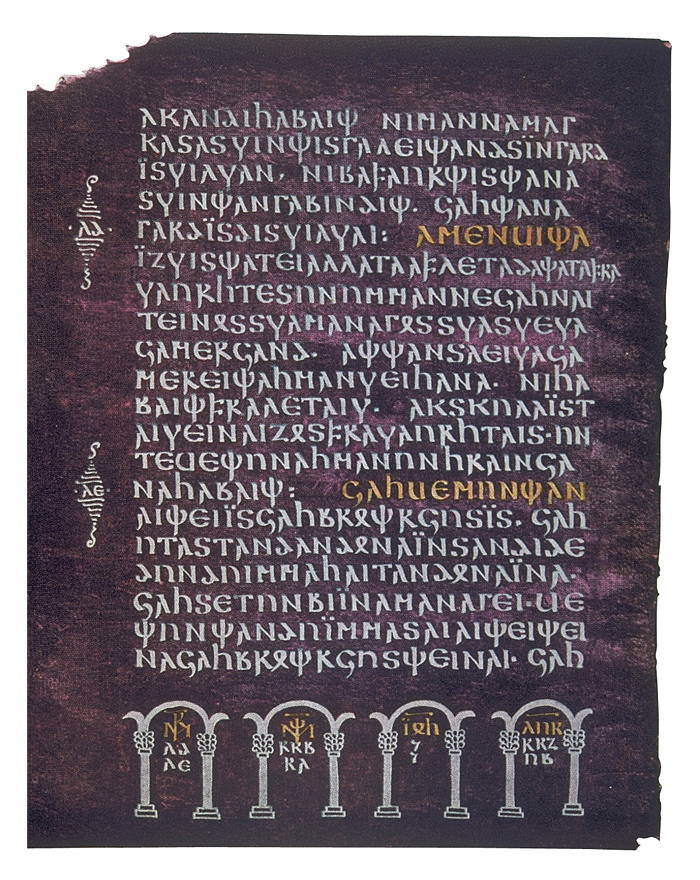
Kopia Biblii w języku gockim (Codex Argenteus)

Biblia gocka – przekład Biblii na język gocki dokonany w IV wieku przez gockiego biskupa Wulfilę. Zarówno Stary, jak i Nowy Testament przełożone zostały z języka greckiego. Pomimo iż tłumacz był arianinem, przekład nosi tylko jeden ślad konfesyjnego ukierunkowania (Flp 2,6). Do czasów współczesnych zachowało się jedynie kilkanaście fragmentarycznych rękopisów, które zawierają łącznie większą część Nowego Testamentu. Ze Starego Testamentu zachowały się tylko niewielkie fragmenty kilku ksiąg (Rodzaju, Psalmy, Nehemiasza). Najważniejszym rękopisem jest Codex Argenteus z VI wieku, najważniejszym krytycznym wydaniem gockiej Biblii jest Die Gotische Bibel (siódme wydanie z 2000 roku).

## Okoliczności powstania przekładu

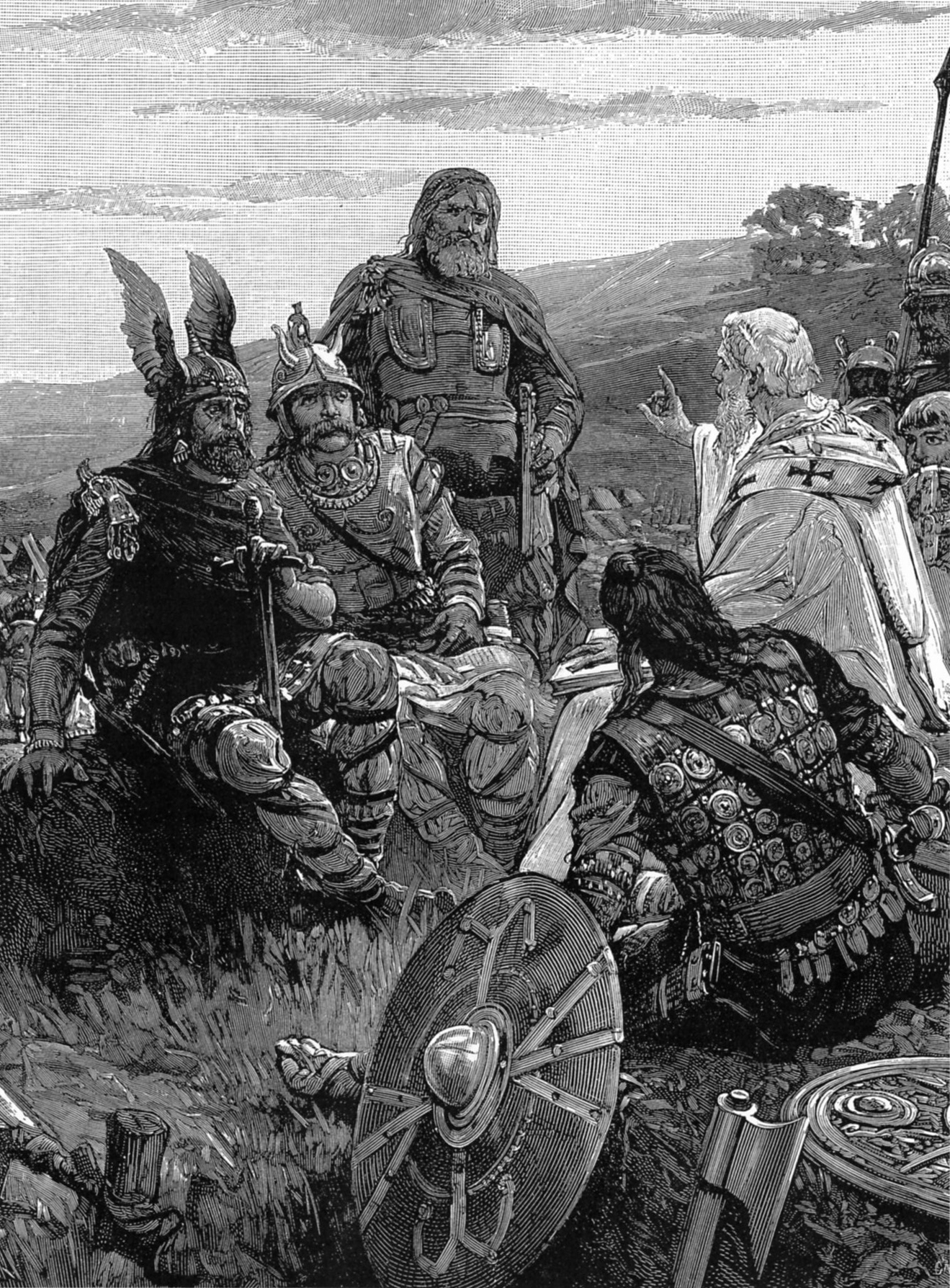
Wulfila wyjaśnia Gotom Ewangelię

Przekład gocki wyróżnia się spośród starożytnych przekładów Biblii, gdyż znamy datę, tłumacza oraz okoliczności powstania. Wulfila (Wulfilas, Ulfila), żyjący w latach ok. 310−ok. 383 „grecki apostoł” czynny w Dacji i Mezji, nawracał Ostrogotów na wiarę chrześcijańską obrządku ariańskiego. Jako biskup Taurydy uczestniczył w obradach I soboru nicejskiego (325). Nim przystąpił do pracy translatorskiej, stworzył najpierw – w oparciu o alfabet grecki oraz alfabet łaciński – alfabet gocki, do którego wprowadził również elementy starogermańskich run. Problemem, na który się natknął, były braki w terminologii, dlatego też słownictwo poszerzył poprzez zapożyczenia z greki i łaciny. Budowę zdania oparł na składni greckiej.
Na język gocki przełożony został cały Stary i Nowy Testament, z wyjątkiem Ksiąg Królewskich – Wulfila bowiem, według Filostorgiosa, miał uważać, że Goci są zbyt wojowniczą społecznością, aby dostarczać im do czytania księgi obfitujące w przemoc i wojny. Przekład powstał na początku drugiej połowy IV wieku.
Wulfila starał się to samo greckie słowo oddawać zawsze przez to samo gockie (przekład dosłowny). Widoczne jest to przy tłumaczeniu synonimów (np. λεγειν przez qipan, λαλειν przez rodjan). Nie tłumaczył jedynie rodzajnika określonego, ale przełożone zostały nawet partykuły μεν, δε, αν, charakterystyczne dla języka greckiego i niemające ścisłych odpowiedników w innych językach. Wulfila starannie dobierał słowa, dzięki czemu jego przekład zawiera niewiele cech indywidualnych i nie został przebarwiony. Jednak ocena, jak dalece autor tłumaczenia jest systematyczny i konsekwentny we wszelkich powtórzeniach słów, zwrotów i sylab, jest niejednoznaczna wśród badaczy.
Przekład Ewangelii jest bardzo literalny. Występuje w nim niewiele semityzmów bądź zapożyczeń z języka greckiego. Spośród 64 greckich lub semickich terminów stosowanych przez Wulgatę w tekście czterech Ewangelii tylko 28 znalazło się w przekładzie gockim. Pozostałe zostały zastąpione gockimi odpowiednikami. Hermann Collitz, filolog indoeuropeista, biorąc pod uwagę sposób, w jaki przełożony został Gal 5,7.8 oraz Łk 3,23, ocenił, że Wulfila był bardzo dobrym tłumaczem z języka greckiego, bardziej nawet kompetentnym niż Erazm z Rotterdamu czy Martin Luter. Jako przykład błędnego rozwiązania translatorskiego podaje się 2 Kor 2,5, w którym επιβαρειν (obciążać, być ciężarem) przełożono na ana-kaurian (być uciążliwym).
Na gruncie teologicznym Wulfila był arianinem (albo semiarianinem). Z tego powodu bibliści oraz filolodzy poszukiwali śladów wpływu ariańskiej doktryny na przekład Wulfili. Znaleziono tylko jedno takie miejsce, w Liście do Filipian 2,6, w którym jest mowa o preegzystencji Chrystusa – galeiko guda (podobny do Boga), tymczasem tekst grecki mówi ισα θεω, co powinno być tłumaczone na ibna guda (równy Bogu).
Badania filologiczne wykazały, że w Ewangelii Mateusza występuje bardziej jednolite słownictwo, a technika translacyjna jest prostsza niż w Ewangelii Łukasza i Marka. Natomiast Ewangelia Jana sytuuje się pomiędzy nimi w tej kwestii. Jednak większość uczonych jest zdania, że brak jest wystarczających przesłanek, by mówić, że przekład jest dziełem więcej niż jednego tłumacza.

## Charakter tekstualny

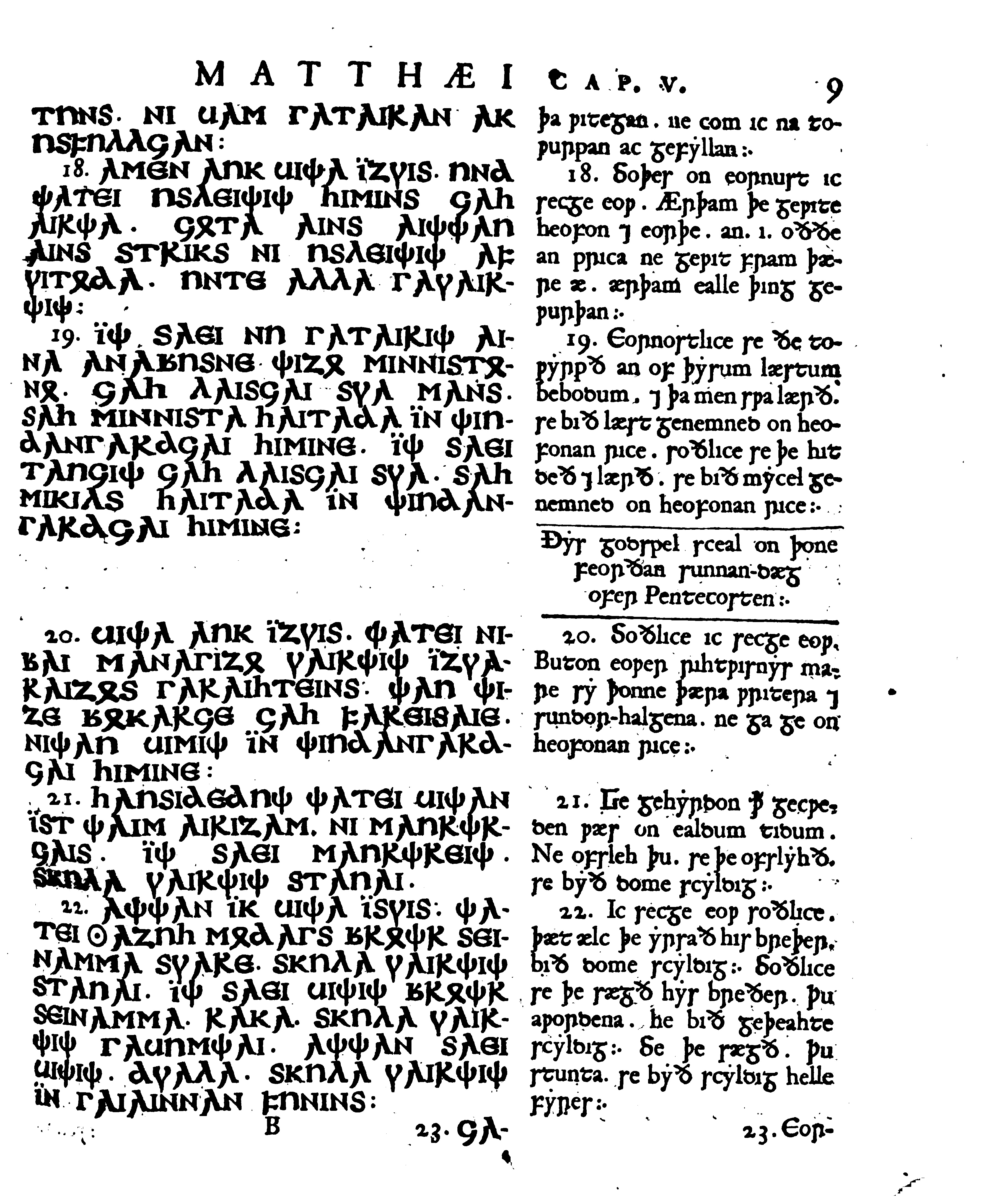
Wydanie Juniusa, 1665, s. 9

Stary Testament został przełożony z greckiej Septuaginty. Tekst Starego Testamentu reprezentuje lucjańską jej recenzję .
Tekst Nowego Testamentu reprezentuje bizantyjską tradycję tekstualną. W Ewangeliach bliski jest kodeksom: 07, 09, 011, 013, 027, 030 i 031 (należą one do rodziny tekstualnej E). Tekst Listów Pawła jest natomiast bliski kodeksom 018, 020, 025, Peszitty i cytatom Chryzostoma. Zachowane rękopisy zawierają sporo naleciałości tekstu zachodniego, być może zostały one dodane później, w okresie istnienia italskiego państwa Ostrogotów. Zachodnich wariantów najwięcej jest w Listach Pawła.
Nie zawiera tekstu Pericope adulterae (J 7,53–8,11). Zawiera natomiast Mk 7,16, Mk 9,44.46, które są traktowane jako nieautentyczne przez współczesnych krytyków tekstu.
W Liście do Rzymian doksologię umieszcza po 14,23, w czym wspierają go następujące greckie rękopisy: Codex Angelicus, Athous Lavrensis, 181, 326, 330, 451, 460, 614, 1241, 1877, 1881, 1984, 1985, 2492, 2495. Większość greckich rękopisów umieszcza doksologię po 16,23:
Do osobliwości gockiego przekładu należy lekcja Krispus w 2 Tm 4,10 (zamiast Kreskes), co może być mylone z imieniem Krispos w 1 Kor 1,14.
Przykładem wariantu słabo poświadczonego w greckich rękopisach jest „Galeilaie jah Tibairiade” (Galilejskie i Tyberiadzkie) z J 6,1. Wariant poświadczony jest tylko przez jeden rękopis majuskułowy późnego pochodzenia (031) oraz przez 26 minuskułów, najstarszy z nich pochodzi dopiero z IX wieku. Wariant występuje ponadto w starołacińskim kodeksie Brixianus.

## Rękopisy

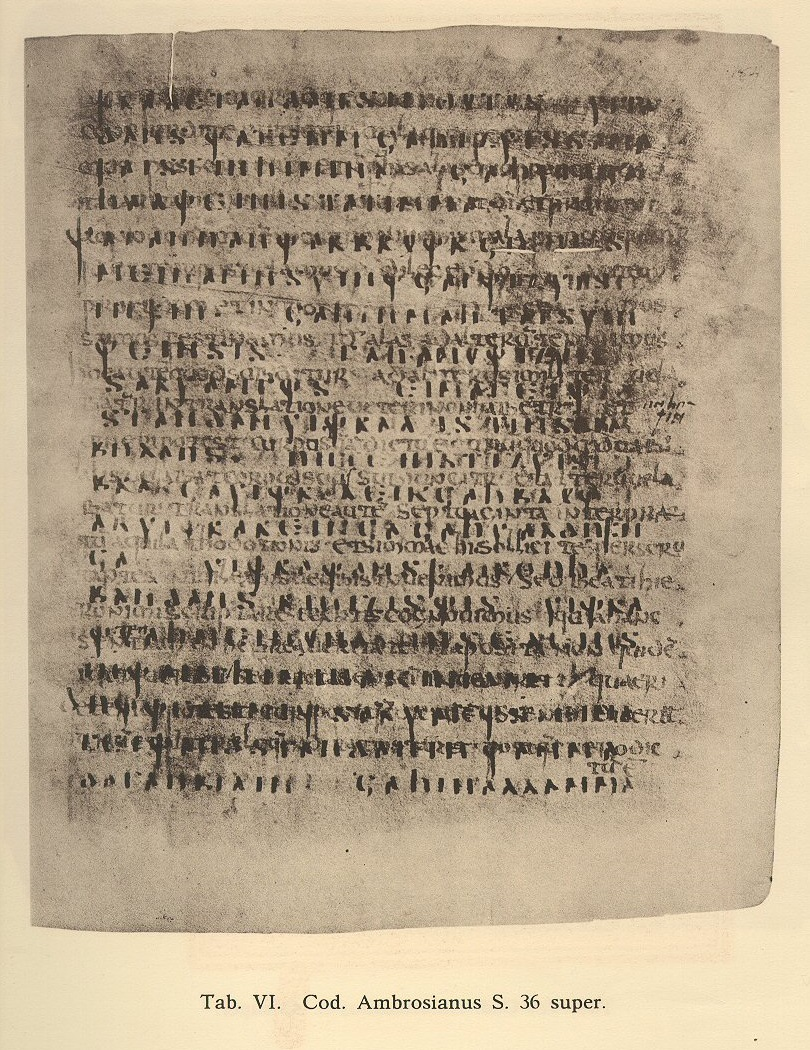
Strona z Codex Ambrosianus A, S.36

Po ponad stu latach od śmierci Wulfili, Ostrogoci pod wodzą Teodoryka utworzyli w północnych Włoszech własne państwo; z tego okresu pochodzą zachowane rękopisy przekazujące tekst gockiej Biblii. Jednakże po przejściu na katolicyzm król Wizygotów Rekkared I wydał rozporządzenie, w którym nakazał palić dotychczas używane rękopisy Biblii gockiej Wulfili, gdyż uznał je za skażone doktryną ariańską.
Najważniejszym rękopisem jest Codex Argenteus („Srebrna Biblia”) pisany srebrnymi i złotymi literami na nasączonym purpurą pergaminie. Zawiera cztery Ewangelie, w kolejności: Mt, J, Łk, Mk. Kodeks składa się ze 188 kart (pierwotnie było ich 336). Sporządzony został dla Teodoryka Wielkiego (455–526), króla Ostrogotów, wkrótce po jego koronacji w Rawennie. Po śmierci Teodoryka kodeks został zapomniany. Nie był uwzględniany w żadnych katalogach i listach ksiąg. Został odkryty w XVI wieku. Podczas wojny trzydziestoletniej znalazł się w rękach Szwedów. Odtąd przechowywany jest w Uppsali. W 1970 roku w Spirze odkryta została jedna z brakujących stronic kodeksu, która kończy Ewangelię według Marka.
Pozostałe rękopisy gockiego Nowego Testamentu, poza jednym wyjątkiem, użyte zostały jako palimpsesty i zachowały się we fragmentach. Codex Carolinus, przechowywany w Wolfenbüttel, zawiera bilingwiczny, łacińsko-gocki tekst Rz 11–15. Codex Ambrosianus A i Codex Ambrosianus B to przekazy fragmentów wszystkich Listów Pawła, ale tylko 2 Kor zachował się w całości. Codex Ambrosianus C przekazuje fragmenty Mt 25–27. Wszystkie trzy pochodzą z V/VI wieku i przechowywane są w Mediolanie. Codex Taurinensis to 4 karty z fragmentami Ga i Kol. Na początku XX wieku odkryto Codex Gissensis, zawierający niewielki fragment ostatniego rozdziału Ewangelii według Łukasza .
Zachowane rękopisy zawierają 57% tekstu Ewangelii i 2/3 tekstu Listów Pawła. Nie zachowały się rękopisy przekazujące Dzieje Apostolskie, List do Hebrajczyków, Listy powszechne i Apokalipsę św. Jana.
Codex Ambrosianus D zawiera fragment Starego Testamentu z tekstem Nehemiasza (5–7) i jest to najdłuższa partia Starego Testamentu zachowana do naszych czasów. Ponadto Fragment wiedeński obejmuje fragmenty 5. rozdziału Księgi Rodzaju, zachował się także fragment Psalmu 52,2-3.
W roku 2013 odkryto w katedrze Świętego Piotra w Bolonii palimpsest, którego dolny tekst (Gothica Bononiensia) zawiera homilię w języku gockim z VI wieku. Homilia cytuje zarówno Stary, jak i Nowy Testament, m.in. Iz 14,14-15.

## Wydania drukowane

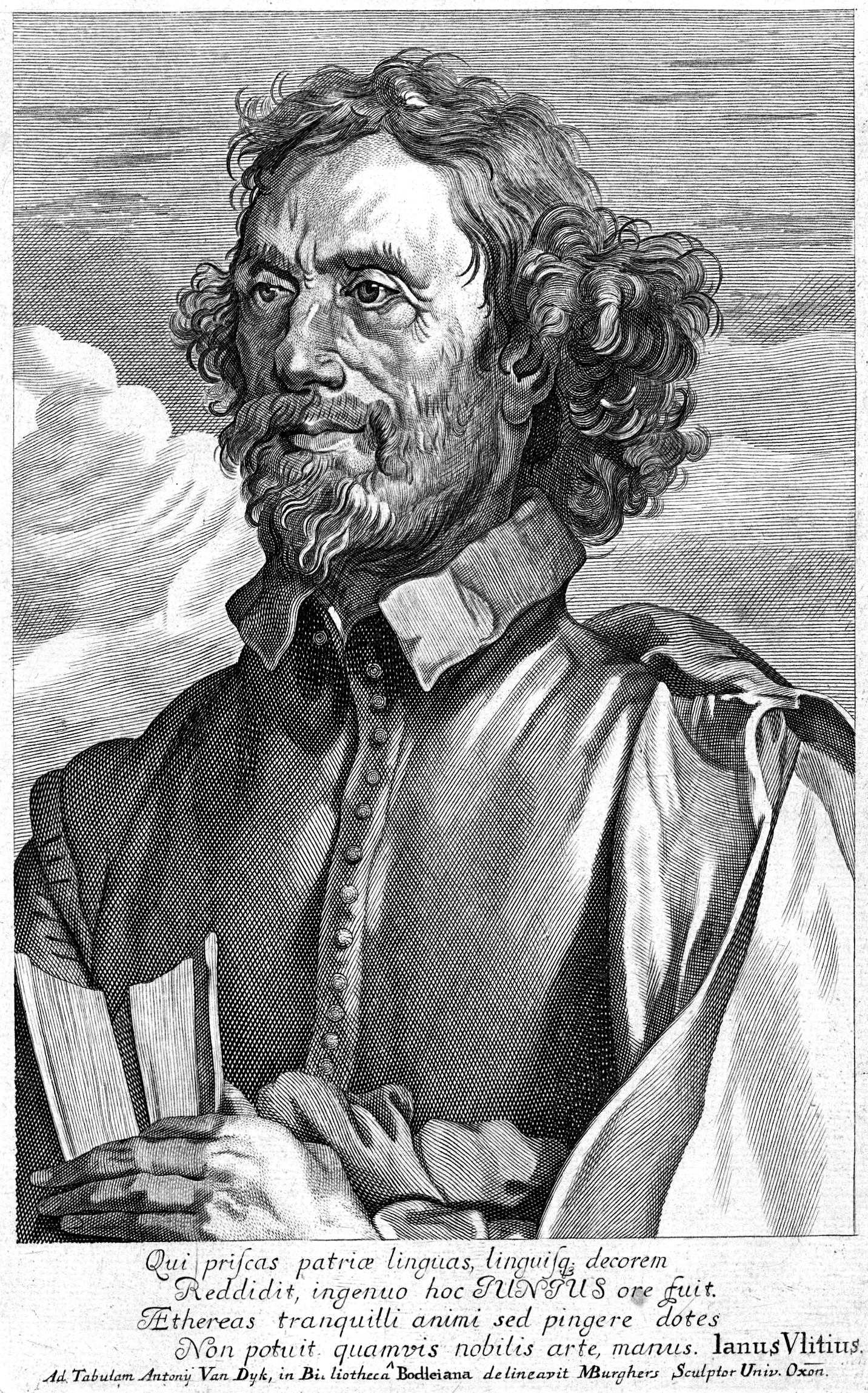
François Junius

Pierwsze drukowane wydanie gockiej Biblii przygotował Franciscus Junius w 1665 r. Była to transkrypcja kodeksu Argenteus, jedynego wówczas znanego rękopisu gockiej Biblii. Po odkryciu Codices Ambrosiani Gabelenz oraz Löbe postanowili przygotować wydanie gockiej Biblii w oparciu o dostępne rękopisy. W wydaniu tym wykorzystano także Codex Carolinus, którego tekst został wydany jeszcze w 1762 roku przez Franza A. Knittela .
W 1857 roku Hans Ferdinand Massmann przygotował nowe wydanie gockiej Biblii. Aby ułatwić korzystanie dla biblistów, w wydaniu tym tekst gocki umieszczony został wespół z paralelnym tekstem greckim i łacińskim . Ukazało się kilka wydań edycji Massmanna, ostatnie w latach 1895–1897.
W 1858 roku ukazało się wydanie F.L. Stamma. Zastosowano w nim łacińską czcionkę, wprowadzono literę „þ” (odpowiednik angielskiego „th”), mankamentem tego wydania jest brak akcentów . W 1908 roku ukazało się jedenaste wydanie gockiej Biblii Stamma opracowane na nowo przez Ferdinanda Wredego .
W 1875 roku Ernst Bernhardt wydał gocką Biblię z komentarzem . Bernhardt usiłował też odtworzyć tekst grecki, którym posłużył się Wulfila. Bernhardt zakładał, że tłumacz dokonał przekładu na podstawie tekstu bliskiego Kodeksowi Aleksandryjskiego.
Wilhelm Streitberg przygotował w latach 1908–1910 wydanie gockiej Biblii na potrzeby krytyki tekstu Nowego Testamentu w oparciu o dostępne mu rękopisy – Die Gotische Bibel. W wydaniu tym tekst gocki umieszczony został po prawej stronie, a po „honorowej” lewej stronie – tekst grecki. Ten ostatni pochodził z wydania Hermanna von Sodena oraz Westcotta-Horta i uzgodniony został z tekstem gockim. W roku 2000 ukazało się siódme wydanie tej edycji. Kurt Aland ocenił, że tekst grecki różni się od tekstu gockiego w około stu miejscach. Rozbieżności pomiędzy tekstem greckim a gockim w wydaniu Streitberga są jednym z powodów rzadkiego cytowania przekładu gockiego w krytycznych wydaniach greckiego Nowego Testamentu. Do wydania gockiej Biblii Streitberga dołączono również wszystkie inne dostępne teksty gockie, także te pozabiblijne (np. Skeireins, Documentum Neapolitanum, Documentum Aretinum). W następnych wydaniach dołączono także Gotica Veronesia i inne teksty.

## Ograniczenia języka gockiego

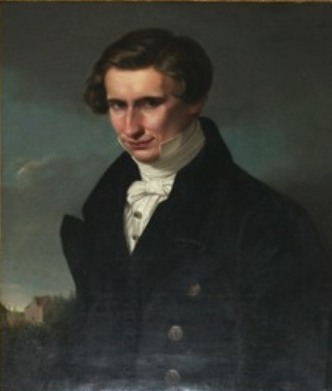
Hans Conon von der Gabelentz

Już Gabelenz i Loebe byli świadomi trudności tłumaczenia z języka greckiego na gocki. Gockie formy często odpowiadają dwom greckim formom, problem stwarzają partykuły, których odpowiedniki w języku gockim mają nieco inne zastosowanie i mogą łączyć jednocześnie dwie lub więcej greckich partykuł. Gabelenz i Loebe jako przykład podali: δε i γαρ, δε i και, και i ουν. Friedrichsen obliczył, że greckie partykuły δε oraz ουν tłumaczone są na siedem różnych sposobów w przekładzie gockim.
Czasownik stosuje formy gramatyczne, które mogą łączyć dwa greckie tryby i dwa greckie czasy. Język gocki nie ma gramatycznych form czasu przyszłego i używa form czasu teraźniejszego dla oddawania przyszłości. Dla zaimka wskazującego gocki preferuje liczbę pojedynczą, a nie mnogą. Friedrichsen zamieścił listę gockich lekcji zamieszczonych w aparacie krytycznym wydania Streitberga do Ewangelii Mateusza, Jana, Łukasza i 1 Koryntian, które mogą odpowiadać dla więcej niż jednego greckiego wariantu tekstowego.
Friedrichsen napisał swój artykuł w oparciu o aparat krytyczny w wydaniu Streitberga do Mateusza, Jana, Łukasza i 1 Listu do Koryntian.

## Znaczenie
Przekład Wulfili używany był w istniejącym w latach 488–554 państwie Ostrogotów we Włoszech. Niedługo po jego upadku, po przejściu Ostrogotów na katolicyzm, język gocki stał się językiem wymierającym, dlatego też nie było zainteresowanych czytaniem gockiej Biblii. Na zasięg oddziaływania Biblii gockiej wpłynęło rozporządzenie króla wizygockiego Rekkarda I w którym nakazał palić dotychczas używane rękopisy Biblii gockiej, gdyż król uznał je za skażone doktryną ariańską. Jednakże Biblii gockiej udało się przetrwać do przełomu VIII i IX wieku o czym świadczy rewizja Wulgaty nazwana „Biblią Alkuina” w której w pisowni fonetycznej komentarzy zachowały się wtręty gockie.
Przekład Biblii na język gocki jest najstarszym dziełem literackim powstałym w grupie języków germańskich. Jest też jedynym w miarę długim zachowanym dokumentem dla grupy wschodnich języków germańskich. Drugim ważnym tekstem w języku gockim jest Skeireins, komentarz do Ewangelii według Jana.
Gocka Biblia jest także jednym z nielicznych wczesnych przekładów Nowego Testamentu, którego zarówno tłumacz, jak i data powstania jest znana. Jednak w wydaniach krytycznych greckiego Nowego Testamentu jest rzadko cytowany. W 27. wydaniu greckiego Nowego Testamentu Nestle-Alanda (NA27) cytowany jest w oparciu o wydanie Streitberga. Jednym z powodów słabego wykorzystania przekładu gockiego są rozbieżności pomiędzy tekstem greckim a gockim wydania Streitberga. Przekład gocki nie jest w ogóle wykorzystywany w krytycznych wydaniach Biblii hebrajskiej, Septuaginty i Wulgaty. Ernst Würthwein w swej pracy poświęconej krytyce tekstu Starego Testamentu w ogóle nie omawia przekładu gockiego .